# José Pérez Calama
José Pérez Calama (también conocido como Joseph Pérez Calama) nació el 25 de noviembre de 1740 en La Alberca, España y murió en 1793 en un accidente marítimo cerca del Golfo de México. Como Obispo de Quito tuvo un rol importante dentro de la reforma universitaria y la creación de la Sociedad Patriótica de Amigos del País.

## Reseña biográfica

### Estudios y vida en el Virreinato de Nueva España
Nació en un pueblo llamado La Alberca que pertenecía al obispado de Coria. Cuando tenía doce años quedó huérfano de padre. Por esta razón para sus estudios ingresó en el colegio de huérfanos de Salamanca. Después estudió teología en el Seminario de la orden Dominicana y se graduó en 1760. Prosiguió sus estudios hasta el grado de doctor en la ciudad de Ávila y fue nombrado catedrático de Artes de la Universidad de Salamanca.
1765 viajó a América y siguió su labor en Puebla. Tres años más tarde fue ordenado sacerdote por lo que se convirtió en el rector del Seminario y del Pontificio Colegio de Teólogos de San Pablo.
Durante su vida en Nueva España, fue promovido a la chantria de Michoacán ya que el obispo Fabián y Fuero fue trasladado a España, a otra diócesis. Ahí estuvo en total doce años trabajo con varios obispos, con los que quería implementar su Teología político caritativa.
En esta época empezó a escribir publicando en 1780 y 1782 escritos sobre sentencias papales y salmos. También escribió su Política cristiana.

### Obispo de la Real Audiencia de Quito
Siete años más tarde fue elegido para el obispado de Quito y en 1790 partió hacia Sudamérica. Para los últimos días de diciembre de 1791 llegaría para empezar sus funciones. Habiendo llegado con experiencia e ideas claras empezó rápidamente a proponer e implementar reformas para combatir la decadencia en la cultura de la Real Audiencia. Para ello empezó a hacer conferencias parroquiales, asambleas diarias dos veces que se llevaban a cabo en el Colegio Mayor y el Seminario de San Luis, así como cambios a la instrucción teológica y de bellas letras. Tomando como referencia a las noches vaticanas que se hacían en Europa, empezó a organizar noches quiteñas para mejorar el nivel cultural de los seminaristas. Poco tiempo después publicó su Plan de estudios entre los años 1791 y 1792. 
Empezó a colaborar para el establecimiento de una Sociedad Económica de Amigos del País junto a personas que buscaban la reforma de la sociedad como Eugenio Espejo, Juan Pío Montúfar o Miguel de Jijón. Fue elegido director de ella, aunque tuvo corta vida ya que el rey lo desautorizó un año después. Escribió parte del primer número del periódico Primicias de la Cultura de Quito junto con Eugenio Espejo, que tenía como tema la literatura. Por los cambios que había intentado impulsar tan rápidamente fue criticado, y presentó la renuncia al obispado en 1792, cerca del final de ese año.
Después de este hecho decidió regresar a Nueva España. Se embarcó para ir a Acapulco pero el barco no llegó a su destino y murió. Se desconocen las circunstancias particulares de sus últimos días.

## La reforma ilustrada a la pedagogía

### Introducción al Plan de Estudios

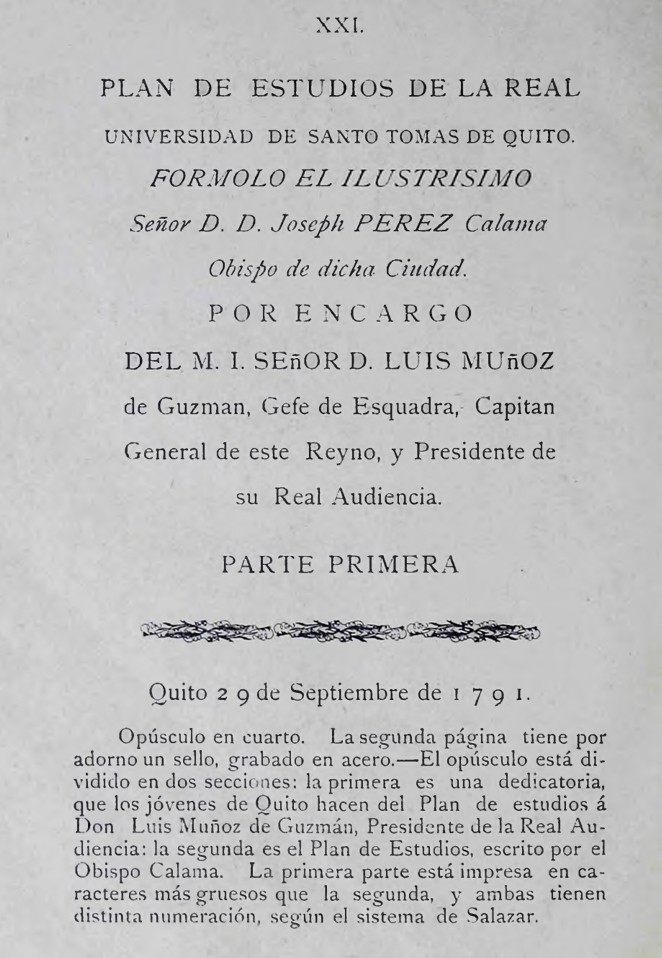
Plan de Estudios del Obispo de Quito Pérez Calama, impreso por una de las primeras imprentas traídas a mediados del a la Real Audiencia de Quito.

Pérez Calama destacó por sus propuestas de reforma para la universidad publicado a través de edictos pastorales y su plan de estudios, que gracias al momento de la carrera en la que se encontraba el obispo, se mostraban repletos de sabiduría práctica y conocimiento sutil que había adquirido en su estancia larga en Nueva España. A su trabajo, en 1800 el Barón de Carondelet sumó su propio aporte titulado Adición a los estatutos de la Universidad de Santo Tomás. Pérez Calama dentro de su propuesta buscaba crear nuevas facultades a las que existía en la universidad escolástica tradicional, a saber: economía pública, política gubernamental y leyes patrias. En general sus aportes daban más protagonismo a la acción civil en contraposición a lo nobiliario y eclesiástico. Las reformas planteadas por el obispo fueron recibidas con resistencia, como era de esperar, lo que fue una de las causas de su posterior viaje de regreso a Nueva España. Pero no era el único, Espejo había ya tenido que pelear férreamente para obtener su título mientras las órdenes dominicas y jesuíticas peleaban por el control del sistema universitario. Mejía Lequerica había recibido resistencia también al intentar incluir la cátedra de botánica dentro de universidad. Sin embargo, esta resistencia de ninguna manera quitaba el valor práctico de sus escritos. Según González Suárez, ningún obispo publicó tantos edictos como Pérez Calama. Sus escritos eran específicos y prácticos, lo que reflejaban su conocimiento que era difícil de emular. Decía, que "algunos de los cuales, parécenos más bien una ordenanza de higiene pública que de una exhortación pastoral.

### Bosquejo para establecer las sabatinas en la universidad y en el Colegio de San Luis y San Fernando
Este bosquejo formó parte de lo que después llamo "Plan de estudios de la Real Universidad de Santo Tomás de Aquino". Para ello, Pérez Calama detallando qué se debería hacer para llevar de mejor manera la cátedra de Teología y después busca extrapolarlo a las cátedras de Filosofía, Leyes y Cánones. Su bosquejo es pedagógico, trata detalles sobre cómo argumentar, como llevar a cabo las discusiones de los distintos temas, cómo concluir con solidez y sustancia, distinciones entre las afirmaciones como sentencias y las afirmaciones silogísticas por deducción. Quería que las sabatinas tengan al mismo tiempo preguntas y respuestas, y con argumentos formales y silogísticos. Toma un ejemplo de una cátedra de Aguirre y desarrolla sus puntos. Llega a la recomendación que la mejor manera de enseñar es permitir que los estudiantes hagan todas las preguntas que tengan, sin inhibir la curiosidad y después responder con afirmando o negando la pregunta, pero siempre acompañando de razones. Recomendaba también que después de la respuesta, se de un argumento con cuatro instancias y a todas responder de forma y fondo.

### Método para estudiar gramática latina y castellana
El título completo de este escrito es "Método sólido, fácil y agradable para aprender y estudiar la gramática latina y castellana en la Real Universidad de Santo Tomás de Quito". Aquí, Pérez Calama enumera recomendaciones para aprender la gramática de estas dos lenguas enfocándose en la traducción antes que en las reglas. Para el, las reglas son útiles siempre y cuando sean cortas y suficientes para poder traducir. Porque era en esto último que se aprendía de verdad la gramática. Las muchas reglas antes divertían del principal objetivo y terminaban sustituyendo el lenguaje por reglas. Para ello cita el trabajo de Esteban de Orellana que había desarrollado en Lima sobre la importancia de la traducción. Dividían la gramática en mínimos, menores, medianos y mayores. Idealmente debería empezar desde los tres años de edad. Para ello, tomaba de referencia a Antonio de Nebrija y después distribuía cada parte de su gramática de acuerdo a la edad de la persona que debía estudiarla, para de esa forma diseñar el plan de aprendizaje. La razón para estas dos lenguas se daba porque a juicio de Calama para poder hablar bien castellano era necesario saber latín. En sus palabras: 
En el prólogo de dicha gramática castellana, se dice mucho y bueno, y con evidencia de lo mucho que conviene estudiar por Arte el idioma castellano, para que todo español sea perfecto latino.
Queda pues como precedente la labor del Obispo de Quito, Pérez Calama que sería cumplido el siglo siguiente gracias al trabajo de otro religioso, Miguel Febres Cordero, ahora canonizado dentro de la Iglesia Católica y que dedicó su vida e inteligencia a enseñar gramática y otras ciencias dentro de los institutos educativos de los hermanos lasallanos. 

## Obras
Sus obras fueron las siguientes:
- Carta apologética de la sentencia del sumo pontífice Benedicto XIV
- Paráfrasis del Salmo Cuarenta y dos, México, por D. Felipe de Zúñiga y Ontiveros, 1780
- Política cristiana, 1782
- Edictos pastorales[8]
- Método sólido, fácil y agradable para aprender y estudiar la gramática latina y castellana en la Real Universidad de Santo Tomás de Quito
- Plan de estudios de la Real Universidad de Santo Tomás de Aquino
- Elogio crítico de la Carta Moral-Política, que el Dr. Espejo, Secretario de la Sociedad Patriótica, escribe al padre Artieda, Maestro de primeras letras, en la Escuela de San Francisco de Quito, en Primicias de la Cultura de Quito, n.º 1, 5 de enero de 1791
- Disertación sobre el remedio del gálico en el uso de las lagartijas